# Handball-FDGB-Pokal 1980/81 (Frauen)
Der Handball-FDGB-Pokal der Frauen wurde mit der Saison 1980/81 zum 11. Mal ausgetragen. Beim Endrunden-Turnier in Schleife konnte der ASK Vorwärts Frankfurt/O. seinen ersten Titel erringen und sich für den Europapokal der Pokalsieger qualifizieren. Dabei schlugen die Frankfurter, am Schlusstag im entscheidenden Spiel der noch ungeschlagenen Mannschaften, den neuen DDR-Meister SC Magdeburg mit 26:21 (14:12).

## Teilnehmende Mannschaften
Für den FDGB-Pokal hatten sich folgende 50 Mannschaften qualifiziert:
| DDR-Oberliga die 10 Vereine der Saison 1980/81 | DDR-Liga die 20 Vereine der Saison 1980/81 | Bezirkspokalvertreter die 20 Vereine aus der Saison 1979/80 |
| - TSC Berlin (TV) - SC Empor Rostock - SC Magdeburg - SC Leipzig - ASK Vorwärts Frankfurt/O. - BSG Einheit/Sirokko Neubrandenburg - BSG Halloren Halle - BSG Post Magdeburg - BSG Chemie PCK Schwedt - BSG Umformtechnik Erfurt (TV) – Titelverteidiger | Staffel Nord - TSG Wismar - ASK Vorwärts Frankfurt/O. II - BSG Lokomotive Rangsdorf - TSG Calbe - BSG Chemie “W.-P.-St.” Guben - BSG Fortschritt Cottbus - BSG Empor Brandenburger Tor - HSG PH Magdeburg - BSG FIKO Rostock - BSG Motor Falkensee Staffel Süd - BSG Sachsenring Zwickau - BSG Fortschritt Weißenfels - BSG Empor Dresden-Mitte - BSG Lokomotive Dresden - HSG DHfK Leipzig - BSG Einheit-Empor Zerbst - BSG Traktor Lommatzsch - BSG Wismut Schneeberg - BSG Einheit Pädagogik Leipzig - BSG Lokomotive Gera | - Bezirk Rostock BSG Einheit Grimmen - Bezirk Schwerin BSG Lokomotive Wittenberge - Bezirk Neubrandenburg BSG Traktor Lychen - Bezirk Potsdam SG Motor/Vorwärts Hennigsdorf - Ost-Berlin BSG EAW Treptow BSG Empor Pankow - Bezirk Frankfurt (Oder) ASG Vorwärts Beeskow TSG Fredersdorf - Bezirk Magdeburg BSG Motor Mitte Magdeburg - Bezirk Halle BSG WBK 67 Halle-Neustadt - Bezirk Leipzig BSG Turbine Leipzig - Bezirk Cottbus BSG Motor Forst BSG Fortschritt Cottbus II - Bezirk Dresden BSG Empor Tabak Dresden BSG Chemie Meißen - Bezirk Karl-Marx-Stadt BSG Sachsenring Zwickau II - Bezirk Erfurt BSG Einheit Mühlhausen BSG Finanzen Gotha - Bezirk Gera BSG Fortschritt Pößneck - Bezirk Suhl BSG Plasta Sonneberg |

## Modus
In der ersten und zweiten Hauptrunde, die im K.-o.-System ausgespielt wurden, nahmen die Mannschaften aus der Handball-DDR-Liga und die qualifizierten Bezirkspokalvertreter teil. In beiden Runden hatten die Bezirksvertreter Heimvorteil gegenüber den DDR-Liga-Mannschaften. Ab der dritten Hauptrunde gab es Hin- und Rückspiele und die zehn Mannschaften aus der Handball-DDR-Oberliga kamen dazu und wurden den Siegern der 2. Hauptrunde zugelost. In den ersten drei Runden wurde möglichst nach territorialen Gesichtspunkten gelost. In der vierten Hauptrunde wurden die fünf bestplatzierten Mannschaften der abgelaufenen Oberligasaison so gesetzt, dass sie nicht aufeinandertrafen. Nach dieser Runde ermittelten dann die letzten fünf Mannschaften in einem Endrunden-Turnier den Pokalsieger.

## 1. Hauptrunde
| Datum            |                               | Ergebnis    |                               |
| ---------------- | ----------------------------- | ----------- | ----------------------------- |
| Sa 25.10., 16:00 | SG Motor/Vorwärts Hennigsdorf | 13:70       | TSG Calbe                     |
| Sa 25.10., 16:00 | BSG Empor Pankow              | 19:12       | BSG Motor Falkensee           |
| Sa 25.10., 16:00 | BSG EAW Treptow               | 12:15       | BSG Fortschritt Cottbus       |
| Sa 25.10., 16:00 | BSG Lokomotive Wittenberge    | 10:31       | TSG Wismar                    |
| Sa 25.10., 16:00 | BSG Motor Forst               | 07:19       | ASK Vorwärts Frankfurt/O. II  |
| Sa 25.10., 16:00 | BSG Motor Mitte Magdeburg     | 15:90       | BSG FIKO Rostock              |
| Sa 25.10., 16:00 | TSG Fredersdorf               | 07:19       | BSG Chemie “W.-P.-St.” Guben  |
| Sa 25.10., 16:00 | ASG Vorwärts Beeskow          | 12:28       | BSG Lokomotive Rangsdorf      |
| Sa 25.10., 16:00 | BSG Traktor Lychen            | [ H1 1 ]    | BSG Empor Brandenburger Tor   |
| Sa 25.10., 16:00 | BSG Einheit Grimmen           | 20:80       | BSG FIKO Rostock              |
| Sa 25.10., 16:00 | BSG Empor Tabak Dresden       | 21:22 n. V. | BSG Sachsenring Zwickau       |
| Sa 25.10., 16:00 | BSG Finanzen Gotha            | 07:11       | BSG Einheit Pädagogik Leipzig |
| Sa 25.10., 16:00 | BSG Fortschritt Pößneck       | 11:23       | HSG DHfK Leipzig              |
| Sa 25.10., 16:00 | BSG Turbine Leipzig           | 9:7         | BSG Traktor Lommatzsch        |
| Sa 25.10., 16:00 | BSG Fortschritt Cottbus II    | 09:14       | BSG Lokomotive Dresden        |
| Sa 25.10., 16:00 | BSG Plasta Sonneberg          | 04:12       | BSG Empor Dresden-Mitte       |
| Sa 25.10., 16:00 | BSG WBK 67 Halle-Neustadt     | 12:14       | BSG Einheit-Empor Zerbst      |
| Sa 25.10., 16:00 | BSG Sachsenring Zwickau II    | 20:16       | BSG Lokomotive Gera           |
| Sa 25.10., 16:00 | BSG Chemie Meißen             | 16:19       | BSG Fortschritt Weißenfels    |
| Sa 25.10., 16:00 | BSG Einheit Mühlhausen        | 09:11       | BSG Wismut Schneeberg         |

1. ↑  Traktor Lychen zog kampflos in die 2. Hauptrunde ein, da Empor Brandenburger Tor nicht antrat.

## 2. Hauptrunde
| Datum            |                               | Ergebnis |                               |
| ---------------- | ----------------------------- | -------- | ----------------------------- |
| Sa 10.01., 14:00 | BSG Empor Pankow              | 10:18    | BSG Fortschritt Cottbus       |
| Sa 10.01., 16:00 | BSG Motor Mitte Magdeburg     | 16:15    | BSG Fortschritt Weißenfels    |
| Sa 10.01., 16:00 | BSG Traktor Lychen            | 10:16    | BSG Einheit-Empor Zerbst      |
| Sa 10.01., 16:00 | BSG Einheit Grimmen           | 12:19    | TSG Wismar                    |
| Sa 10.01., 16:00 | BSG Chemie “W.-P.-St.” Guben  | 16:17    | ASK Vorwärts Frankfurt/O. II  |
| Sa 10.01., 16:00 | SG Motor/Vorwärts Hennigsdorf | 18:20    | BSG Lokomotive Rangsdorf      |
| Sa 10.01., 16:00 | BSG Turbine Leipzig           | 10:13    | BSG Lokomotive Dresden        |
| Sa 10.01., 16:00 | HSG DHfK Leipzig              | 22:14    | BSG Einheit Pädagogik Leipzig |
| Sa 10.01., 16:00 | BSG Sachsenring Zwickau II    | 07:18    | BSG Sachsenring Zwickau       |
| Sa 10.01., 16:00 | BSG Empor Dresden-Mitte       | 8:6      | BSG Wismut Schneeberg         |

## 3. Hauptrunde
| Datum                    |                                    | Gesamt |                              | Hinspiel | Rückspiel |
| ------------------------ | ---------------------------------- | ------ | ---------------------------- | -------- | --------- |
| So 31. Mai / Sa 06. Juni | SC Empor Rostock                   | 49:14  | ASK Vorwärts Frankfurt/O. II | 25:90    | 24:50     |
| So 31. Mai / Sa 06. Juni | BSG Chemie PCK Schwedt             | 23:29  | BSG Fortschritt Cottbus      | 14:10    | 09:19     |
| So 31. Mai / Sa 06. Juni | BSG Einheit/Sirokko Neubrandenburg | 27:18  | BSG Lokomotive Rangsdorf     | 13:70    | 14:11     |
| So 31. Mai / Sa 06. Juni | TSC Berlin                         | 39:26  | TSG Wismar                   | 19:12    | 20:14     |
| So 31. Mai / Sa 06. Juni | ASK Vorwärts Frankfurt/O.          | 55:20  | BSG Motor Mitte Magdeburg    | 30:10    | 25:10     |
| So 31. Mai / Sa 06. Juni | BSG Halloren Halle                 | 39:13  | BSG Empor Dresden-Mitte      | 19:50    | 20:80     |
| So 31. Mai / Sa 06. Juni | BSG Post Magdeburg                 | 30:50  | HSG DHfK Leipzig             | 16:24    | 14:26     |
| So 31. Mai / Sa 06. Juni | BSG Umformtechnik Erfurt           | 24:25  | BSG Sachsenring Zwickau      | 14:11    | 10:14     |
| So 31. Mai / Sa 06. Juni | SC Leipzig                         | 60:24  | BSG Lokomotive Dresden       | 32:12    | 28:12     |
| So 31. Mai / Sa 06. Juni | SC Magdeburg                       | 61:12  | BSG Einheit-Empor Zerbst     | 29:70    | 32:50     |

## 4. Hauptrunde
| Datum                     |                         | Gesamt |                                    | Hinspiel | Rückspiel |
| ------------------------- | ----------------------- | ------ | ---------------------------------- | -------- | --------- |
| So 14. Juni / Sa 20. Juni | SC Empor Rostock        | 28:16  | BSG Einheit/Sirokko Neubrandenburg | 15:60    | 13:10     |
| So 14. Juni / Sa 20. Juni | SC Magdeburg            | 40:25  | BSG Halloren Halle                 | 23:10    | 17:15     |
| So 14. Juni / Sa 20. Juni | BSG Sachsenring Zwickau | 29:57  | SC Leipzig                         | 13:28    | 16:29     |
| So 14. Juni / Sa 20. Juni | HSG DHfK Leipzig        | 27:44  | ASK Vorwärts Frankfurt/O.          | 12:20    | 15:24     |
| So 14. Juni / Sa 20. Juni | TSC Berlin              | 53:21  | BSG Fortschritt Cottbus            | 28:12    | 25:90     |

## Endrunde
Die Endrunde fand vom 23. bis 27. Juni 1981 in Schleife statt.

### Spiele
1. Spieltag:
| Datum            |              | Ergebnis |                           |
| ---------------- | ------------ | -------- | ------------------------- |
| Di 23.06., __:__ | TSC Berlin   | 19:24    | ASK Vorwärts Frankfurt/O. |
| Di 23.06., __:__ | SC Leipzig   | 22:22    | SC Empor Rostock          |
| Spielfrei:       | SC Magdeburg |          |                           |

2. Spieltag:
| Datum            |                           | Ergebnis |                  |
| ---------------- | ------------------------- | -------- | ---------------- |
| Mi 24.06., __:__ | TSC Berlin                | 20:20    | SC Leipzig       |
| Mi 24.06., __:__ | SC Magdeburg              | 20:18    | SC Empor Rostock |
| Spielfrei:       | ASK Vorwärts Frankfurt/O. |          |                  |

3. Spieltag:
| Datum            |                           | Ergebnis |                  |
| ---------------- | ------------------------- | -------- | ---------------- |
| Do 25.06., __:__ | SC Magdeburg              | 27:24    | SC Leipzig       |
| Do 25.06., __:__ | ASK Vorwärts Frankfurt/O. | 21:20    | SC Empor Rostock |
| Spielfrei:       | TSC Berlin                |          |                  |

4. Spieltag:
| Datum            |                           | Ergebnis |              |
| ---------------- | ------------------------- | -------- | ------------ |
| Fr 26.06., __:__ | TSC Berlin                | 16:20    | SC Magdeburg |
| Fr 26.06., __:__ | ASK Vorwärts Frankfurt/O. | 24:18    | SC Leipzig   |
| Spielfrei:       | SC Empor Rostock          |          |              |

5. Spieltag:
| Datum            |                           | Ergebnis |                  |
| ---------------- | ------------------------- | -------- | ---------------- |
| Sa 27.06., __:__ | ASK Vorwärts Frankfurt/O. | 26:21    | SC Magdeburg     |
| Sa 27.06., __:__ | TSC Berlin                | 15:12    | SC Empor Rostock |
| Spielfrei:       | SC Leipzig                |          |                  |

### Abschlusstabelle
| Pl. | Verein                    | Sp. | S | U | N | Tore    | Diff. | Punkte |
| --- | ------------------------- | --- | - | - | - | ------- | ----- | ------ |
| 1.  | ASK Vorwärts Frankfurt/O. | 4   | 4 | 0 | 0 | 095:780 | +17   | 08:0   |
| 2.  | SC Magdeburg              | 4   | 3 | 0 | 1 | 088:840 | +4    | 06:20  |
| 3.  | TSC Berlin                | 4   | 1 | 1 | 2 | 070:760 | −6    | 03:50  |
| 4.  | SC Leipzig                | 4   | 0 | 2 | 2 | 084:930 | −9    | 02:60  |
| 5.  | SC Empor Rostock          | 4   | 0 | 1 | 3 | 072:780 | −6    | 01:70  |

### FDGB-Pokalsieger
| 1.                                 | ASK Vorwärts Frankfurt/O. |
| ---------------------------------- | --- |
| Logo vom ASK Vorwärts Frankfurt/O. | - Tor: Ramona Grobmann, Ute Gaukler - Feldspieler: Grit Siegmund (6/–), Carmen Steffen (8/1), Sybille Wagner (19/–), Marion Schulz (16/5), Katrin Krüger (36/19) , Sylvia Dauert (10/–), Sylvia Klein, Denise Lehmann, Dietlinde Krahn, Jana Beyer – (Tore/7 m) - Trainer: Wilfried Otto |

### Torschützenliste
Torschützenkönigin des Endturniers wurde Katrin Krüger vom ASK Vorwärts Frankfurt/O. mit 36 Toren.
|     | Spieler            | Verein                    | Tore / 7m |
| --- | ------------------ | ------------------------- | --------- |
| 01. | Katrin Krüger      | ASK Vorwärts Frankfurt/O. | 36 / 19   |
| 02. | Sabine Röther      | SC Empor Rostock          | 32 / 14   |
| 03. | Claudia Wunderlich | SC Magdeburg              | 26 / 03   |
| 04. | Kerstin Knüpfer    | SC Leipzig                | 22 / 11   |
| 05. | Lolita Hempelt     | SC Leipzig                | 21 / 0–   |
| 05. | Magrit Johne       | TSC Berlin                | 21 / 07   |
| 07. | Sybille Wagner     | ASK Vorwärts Frankfurt/O. | 19 / 0–   |
| 08. | Ivia Rußbüldt      | SC Magdeburg              | 18 / 0–   |
| 08. | Gundula Sporleder  | SC Magdeburg              | 18 / 11   |
| 10. | Marion Schulz      | ASK Vorwärts Frankfurt/O. | 16 / 05   |
| 10. | Liane Kämpf        | SC Leipzig                | 16 / 05   |